# Stefan Armbruster
Stefan Armbruster (* 26. März 1953 in Baden-Baden) ist ein ehemaliger deutscher Steuermann im Rudern.

## Biografie
Stefan Armbruster siegte zusammen mit Niko Ott und Peter Berger beim Deutschen Meisterschaftsrudern 1967 im Zweier mit Steuermann. Ein Jahr später gewann das Trio zusammen mit Hans-Johann Färber und Udo Brecht den Meistertitel im Vierer mit Steuermann. Bei den Olympischen Sommerspielen 1968 in Mexiko-Stadt belegte die gleiche Bootsbesatzung in der Regatta mit dem Vierer mit Steuermann den 12. Platz.